# Rattenkirchen
Rattenkirchen település Németországban, azon belül Bajorországban. Lakosainak száma 1057 fő (2023. december 31.). Rattenkirchen Ampfing, Schwindegg, Obertaufkirchen, Reichertsheim, Aschau am Inn és Heldenstein községekkel határos.

## Népesség
A település népessége az elmúlt években az alábbi módon változott:
| Lakosok száma | 847  | 1117 | 693  | 764  | 952  | 968  | 958  | 966  | 988  | 1057 |
|               | 1875 | 1950 | 1975 | 1987 | 2012 | 2014 | 2016 | 2017 | 2021 | 2023 |